# 모리스 비로드

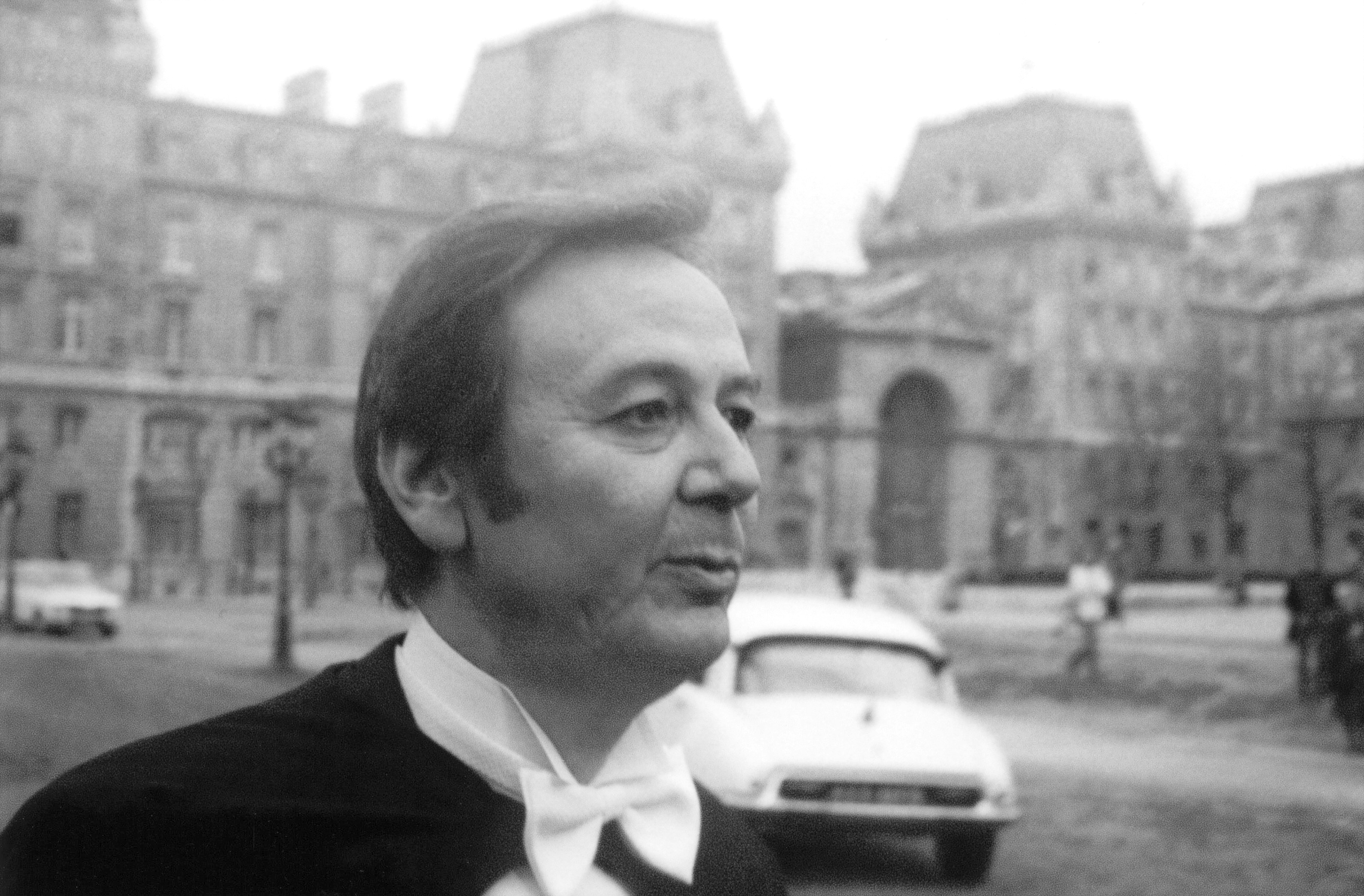

모리스 비로드(Maurice Eugène Biraud, 1922년 3월 3일 ~ 1982년 12월 24일)는 프랑스의 라디오 DJ, 영화배우이다.
파리에서 태어났으며 파리에서 사망하였다. 사인은 심근 경색이다.

## 영화
- 글로리아 (1977년)
- 형사 이야기 (1975년)
- 르 지땅 (1974년)
- 남자는 괴로워 (1973년)
- 마지막 열차 (1973년)
- 지하실의 멜로디 (1963년)
- 프랑스식 십계 (1962, Le Diable et les Dix Commandements)
- 토브루크로 가는 택시 (1960년)